# اوج مخملی (مجموعه تلویزیونی)
اوج مخملی (به انگلیسی: Tipping the Velvet) یک مجموعه تلویزیونی انگلیسی است. این مجموعه بر اساس رمانی به همین نام نوشته سارا واترز ساخته شده‌است.